# Astragalus acmophylloides
Astragalus acmophylloides е вид растение от семейство Бобови (Fabaceae). Видът е критично застрашен от изчезване.

## Разпространение
Разпространен е в Турция.